# Legião Polonesa

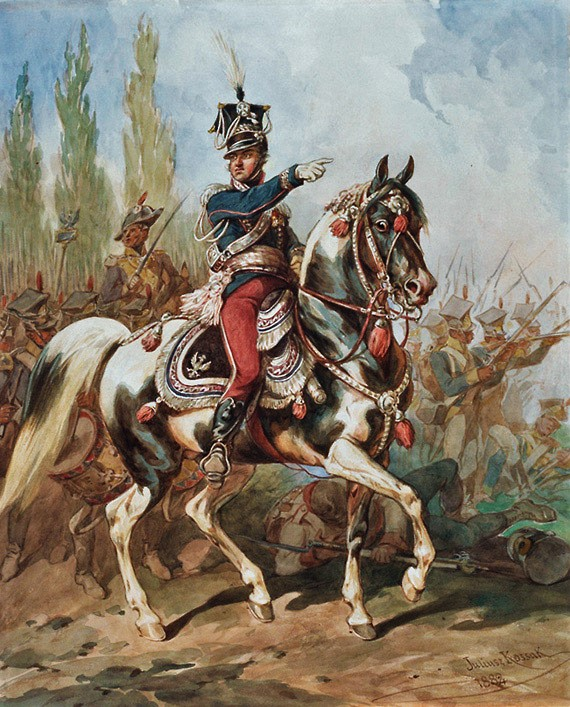
Jan Henryk Dąbrowski, o comandante mais famoso das legiões polonesas.

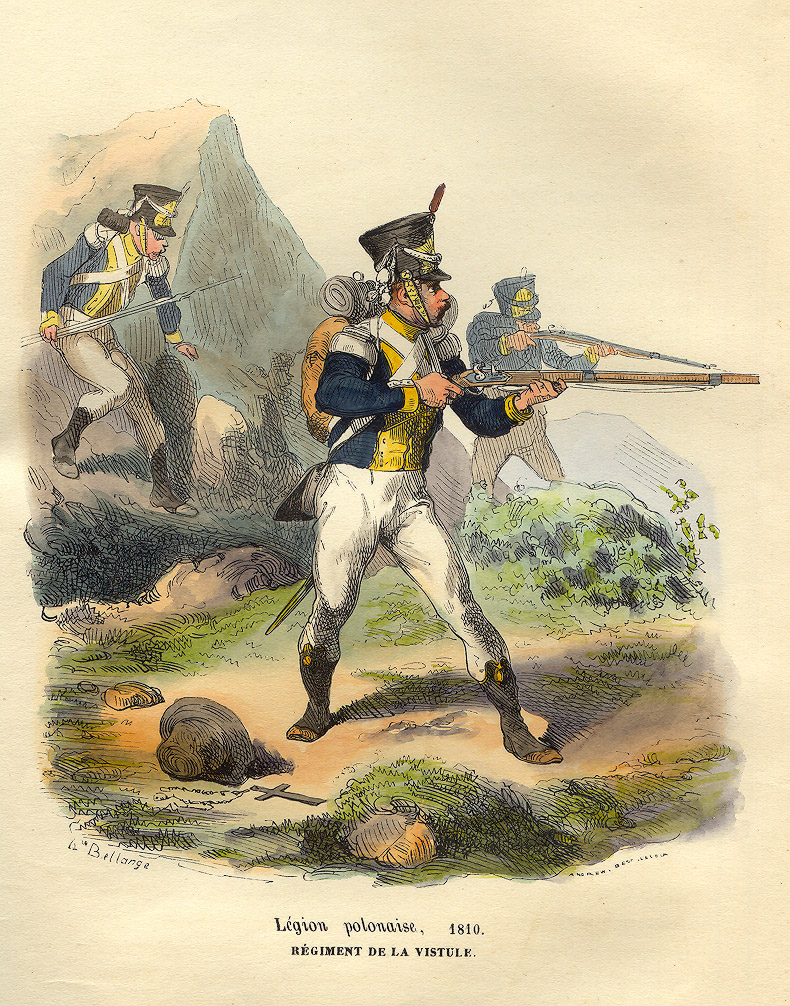
Infantaria da Legião do Vístula.

As Legiões Polonesas (em polonês/polaco:  Legiony Polskie we Włoszech; também chamadas de Dąbrowski Legions) eram várias unidades militares polonesas que serviram no Exército Francês na Era Napoleônica, principalmente de 1797 a 1803, embora algumas unidades tenham continuado a servir até 1815.
Após a Terceira Partição da Polônia em 1795, muitos polacos acreditaram que França Revolucionária e os seus aliados viriam em auxílio da Polônia. Os inimigos da França incluíam os particionadores da do território polonês, como a Prússia, a Áustria e a Rússia. Muitos soldados, oficiais e voluntários polacos emigraram, portanto, especialmente para as partes da Itália sob controle da França ou servindo como Estados clientes ou Repúblicas Irmãs dos francesas (levando à expressão "as legiões polonesas na Itália") e para a própria França, onde uniram forças com os militares locais. O número de recrutas poloneses logo atingiu muitos milhares. Com o apoio de Napoleão Bonaparte, unidades militares polonesas foram formadas, com patentes militares polonesas e comandadas por oficiais poloneses. Ficaram conhecidas como "Legiões Polonesas", um exército polonês no exílio, sob comando francês. Seus comandantes poloneses mais conhecidos incluíam Jan Henryk Dąbrowski, Karol Kniaziewicz e Józef Wybicki.
As Legiões Polonesas servindo ao lado do Exército Imperial Francês durante as Guerras Napoleônicas viu combates na maioria das campanhas de Napoleão, das Índias Ocidentais, passando pela Itália e Egito. Quando o Ducado de Varsóvia foi criado em 1807, muitos dos veteranos das Legiões formaram um núcleo em torno do qual o exército do Ducado foi formado sob o comando de Józef Poniatowski. Esta força travou uma guerra vitoriosa contra a Áustria em 1809 e continuaria a lutar ao lado do exército francês em numerosas campanhas, culminando na desastrosa invasão da Rússia em 1812, que marcou o começo do fim do Império Napoleônico, incluindo as Legiões e estados aliados como o Ducado de Varsóvia.